# MANGA Plus
MANGA Plus（マンガプラス）は、2019年1月28日に開設された、集英社が所有するオンライン漫画プラットフォーム、モバイルアプリケーション。既に独自のオンライン漫画プラットフォームが存在している日本(少年ジャンプ+が展開されている)、中国、韓国を除く、世界中で提供されている。 

## 概要
MANGA Plusでは、日本国内で毎週発行される週刊少年ジャンプに掲載された作品の各最新話、「少年ジャンプ+」「ジャンプスクエア」「Vジャンプ」の作品を主に配信している。少年ジャンプ+副編集長の籾山悠太は「日本と同時配信にこだわって」いると述べており、原則日本国内公開日の日本時間0時から各エピソードが配信されている。 
集英社の少年ジャンプ+チームが手掛けており、MANGA Plusでも基本的に「各作品の冒頭3話及び最新3話は無料」という少年ジャンプ+と似たシステムが採用されている。そのうち、少年ジャンプ+レーベルの作品は例外的に全エピソードが無料であったり、アメリカ国内ではライセンスの関係から一部作品の無料枠が限られている場合もある。  
集英社によれば、2022年10月の時点でMANGA Plusの月間アクティブユーザー数は600万人を超えている。なお、少年ジャンプ+の日本国内での月間アクティブユーザー数は同年6月の時点で1050万人である。月間アクティブユーザー数は1位がアメリカ、2位がタイ、3位がインドネシア、4位がフランス、5位がメキシコとなっている。  

## 歴史
1990年代、週刊少年ジャンプの発行部数は653万部でピークに達したが、その後漫画業界全体の落ち込みに合わせて減少するようになった。それを受けて、集英社はより多くの読者へのアプローチを求めて電子化を試みるようになる。2012年、電子書籍版を販売するジャンプBOOKストア!が開設された。2014年、WEBコミックプラットフォームの少年ジャンプ+を日本国内でリリースした。少年ジャンプの電子版は次第に少年ジャンプ+に移行し、集英社は2022年11月でジャンプBOOKストア!のサービスを終了する予定である。 
ジャンプBOOKストア!にも参画し、少年ジャンプ+及びMANGA Plus編集長を務めている細野修平は、アメリカのAnime News Networkの取材に対し、「海外には日本と同じようにたくさんの漫画読者が居るので、世界中の人々に少年ジャンプ+を届けたいと思っている」と述べた。副編集長の籾山悠太も、日本のITmediaの取材に対して同様に「海外で日本の漫画が人気なのは事実ですが、MANGA Plusが始まるまでは、ほとんどの国で日本と同時期にジャンプで掲載されている最新話は読めませんでした。できるだけ広く、多くの読者にジャンプの連載作品を読んでほしい、という思いがあって始めました。」と述べている。一方で、海外では海賊版のジャンプ漫画が広く読まれている状況があったこと、韓国発のウェブトゥーンが世界的に人気になっていることなどもMANGA Plus設立の理由に挙げた。  
そして、2017年以降、集英社は「少年ジャンプ+の海外版」についての構想を海外メディアなどに明かし始めるようになり、2019年1月28日にMANGA Plusがリリースされた。前述のとおり、日本、中国、韓国を除くすべての国で利用できるよう開発され、MANGA Plusへの配信は集英社が自社で行っている。 
もともと、集英社の漫画は現地の出版社や独自の流通網を経由して世界に配信されていたが、MANGA Plusのリリースにより、集英社は始めて自社で全世界に直接自社の漫画を配信できるようになった。リリースと同時に、50の漫画が公開された。MANGA Plusの広告から得た収益の一部は直接作者に還元されている。 
リリース当初は英語のみの対応であったが、2019年2月25日にスペイン語版が、2019年12月にタイ語版(タイ・カンボジア・ラオスのみで利用可能)が追加された。その後も2021年2月に一部タイトルがインドネシア語で、2021年4月にブラジルとポルトガルでポルトガル語版が利用可能になった。2021年8月にすべての言語版において地域の規制が撤廃され、どの地域で利用していてもすべての言語が利用できるようになった。2021年8月9日にロシア語版が、2021年9月にフランス語版が追加された。  
2020年10月、MANGA Plusは独自の公式Discordサーバーを開設した。 
2021年2月、2周年を記念しMANGA Plusウェブ版のデザインが一新された。 
ジャンプ+副編集長の籾山悠太は、2022年8月のオンラインイベント「ジャンプのミライ」において2023年以降ジャンプ+のすべての新作漫画の英語版を同時連載できるようにすることを目指していると述べた。 
2022年8月、集英社はイラスト投稿サイトのART streetなどを運営するメディバンと共同で、日本国内外のユーザーにより投稿された漫画を公開する「MANGA Plus Creators」を新たにリリースした。 